# Szmilyanci
Szmilyanci (macedónul: Смиланци) település Észak-Macedóniában, a Délkeleti körzetben, a Radovisi járásban.

## Népesség
| Lakosok száma | 495  | 532  | 384  | 309  | 167  | 106  | 71   | 39   | 11   |
|               | 1948 | 1953 | 1961 | 1971 | 1981 | 1991 | 1994 | 2002 | 2021 |

- 2002-ben 39 lakosa volt, akik mindannyian macedónok.